# Leonid Vološin
Leonid Anatol'evič Vološin (in russo Леонид Анатолъевич Волошин?; 30 marzo 1966) è un ex triplista e lunghista russo, fino al 1991 sovietico.
Ha partecipato alle Olimpiadi 1988 gareggiando nel salto in lungo con l'Unione Sovietica e alle Olimpiadi 1992 gareggiando nel salto triplo con la Squadra Unificata, conquistando in questa occasione il quarto posto.

## Palmarès

### Mondiali
- 2 medaglie:
  - 2 argenti (Tokyo 1991 nel salto triplo[1]; Stoccarda 1993 nel salto triplo[2])

### Mondiali indoor
- 1 medaglia:
  - 1 argento (Siviglia 1991 nel salto triplo[1])

### Europei
- 1 medaglia:
  - 1 oro (Spalato 1990 nel salto triplo[1])

### Europei indoor
- 2 medaglie:
  - 2 ori (Genova 1992 nel salto triplo[3]; Parigi 1994 nel salto triplo[2])